# Ammoconia caecimaculata
Ammoconia caecimaculata là một loài bướm đêm trong họ Noctuidae.